# Campanula tristis
Campanula tristis är en klockväxtart som beskrevs av Siro Kitamura. Campanula tristis ingår i släktet blåklockor, och familjen klockväxter. Inga underarter finns listade i Catalogue of Life.